# An Evening with Belafonte/Makeba
An Evening with Belafonte/Makeba é o título do álbum de 1965 dos artistas Harry Belafonte, estadunidense, e Miriam Makeba, sul-africana. Gravado pela RCA Victor, foi vencedor do Grammy de 1966.

## Canções
1. "Train Song" (Mbombela)– 3:08 (Harry + Miriam)
2. "'In the Land of the Zulus" (Kwazulu) – 2:30 (cantado por Miriam Makeba)
3. "Hush, Hush" (Thula Thula) – 3:03 (cantado por Harry Belafonte)
4. "To Those We Love" (Nongqongqo)– 2:15 (cantado por Miriam Makeba)
5. "Give Us Our Land" – 2:27 (cantado por Harry Belafonte)
6. "Ndodemnyama Verwoerd!" – 2:05 (cantado por Miriam Makeba)
7. "Gone Are My Children" – 2:47 (cantado por Harry Belafonte)
8. "Hurry, Mama, Hurry!" – 3:25 (cantado por Miriam Makeba)
9. "My Angel" – 3:12 (Harry + Miriam)
10. "Cannon" – 2:47 (cantado por Miriam Makeba)
11. "Lullaby" – 2:46 (cantado por Harry Belafonte)
12. "Show Me the Way, My Brother" – 3:10 (cantado por Harry Belafonte)